# Nagold (sông)
```
Nagold
 là một con sông, dài 91
 
km, ở 
bang Baden-Würtemberg
, miền tây nam 
nước Đức
. Một phụ lưu của sông Enz,
[
2
]
 tên nó được đặt cho thị trấn 
Nagold
. Nó nhập vào sông Enz nhỏ hơn ở trung tâm thị trấn 
Pforzheim
.
```

## Địa lý

### Tổng quát
Sông Nagold có chiều dài 90,7 km và có nguồn ở Urnagold thuộc xã Seewald ở phía Bắc Rừng Đen và chảy theo hướng đông đi ngang qua Nagold, Calw và Liebenzell và nhập vào sông Enz ở Pforzheim, gần chỗ bây giờ là Parkhotel Pforzheim.
Sông Nagold chảy chủ yếu qua Rừng Đen. Vòng quanh thị trấn Nagold (giữa Rohrdorf và Pfrondorf) nó chảy qua khu vực Heckengäu. Tại Pforzheimer Kupferhammer, nó tiến vào thung lũng Pforzheim Enz.
Nagold được coi theo quy ước như một nhánh của Enz. Tuy nhiên, nó mang nhiều nước hơn dòng trên của Enz tại nơi hợp lưu của chúng, dài hơn khoảng 2 lần và có lưu lượng lớn hơn với hệ số 3,5. Enz phần phía trên, tuy nhiên, có thung lũng rộng hơn và duy trì hướng dòng chảy của nó.
Vùng thượng lưu của Nagold chạy chủ yếu ở phía đông và đông nam, đến thị trấn Nagold, nơi nó xoay quanh gần như hoàn toàn, để hướng tới Pforzheim, chủ yếu theo hướng phía bắc. Nagold đã hình thành nhiều đường vòng và các 'ngọn đồi uốn khúc' (Umlaufberge), ví dụ tại Pfrondorf (Bettenberg), ở Wildberg, tại Hof Waldeck, gần Tannenberg, và ở Weißenstein.
Nguồn của Nagold là một con suối được gọi là Nagoldursprung tại Urnagold ở xã Seewald, trên lãnh thổ Besenfeld. Chỉ sau vài km, tại Erzgrube, Nagold bị ngăn chặn để tạo thành Hồ chứa nước Nagold. Cho đến thị trấn đầu tiên, Altensteig, thung lũng Nagold hầu như không có người ở. Trước Rohrdorf, Nagold rời khỏi Rừng Đen, thay đổi hướng rõ rệt dưới chân của tàn tích Hohennagold và lji chảy vào Rừng Đen một lần nữa ở phía bắc Pfrondorf.
Nagold rồi đi qua những ngọn đồi uốn khúc nói trên cũng như các khu định cư quan trọng nhất của nó: Wildberg, Calw, Hirsau và Bad Liebenzell. Giữa Dillstein và Pforzheim, Nagold rời khỏi Rừng Đen và đi vào thị trấn cũ của Pforzheim sáp nhập với Enz từ bên phải và phía nam. Enz sau đó tiếp tục chảy về phía đông đến Besigheim, nơi nó đổ vào Neckar.

## Địa lý hành chính
Nagold chảy qua các huyện Freudenstadt, Calw và Pforzheim (huyện đô thị).
Cho đến khi những biến động lớn về lãnh thổ vào khoảng năm 1803 và 1806, tiến trình của Nagold chủ yếu nằm trên lãnh thổ của vùng Old Württemberg. Các khu vực nhỏ hơn thuộc về đát của hầu tước Baden hoặc dòng thánh Johanniter. Altensteig, Nagold, Wildberg, Calw và Liebenzell là những trung tâm hành chính của Old Württemberg; Hirsau và Reuthin là những khu vực tu viện cũ của Old Württemberg. Tu viện Hirsau rất quan trọng trong lịch sử châu Âu. Các khu vực hiện tại xung quanh Pforzheim (lãnh thổ của Weißenstein, Dillstein và Pforzheim) thuộc về Baden. Rohrdorf là trụ sở của một bộ chỉ huy của dòng thánh Johanniter dưới chủ quyền của bang Württemberg.

## Khu vực được bảo vệ
Trên đường đến chỗ hợp lưu với Enz, Nagold chạy chủ yếu qua các khu vực được bảo vệ.
1. Ở vùng thượng lưu của nó ở huyện Freudenstadt là khu vực được bảo vệ Nagoldtal, có diện tích 555,5 ha, được thành lập vào ngày 1 tháng 7 năm 1991 bởi hội đồng Freudenstadt.
2. Ở quận Calw, khu vực được bảo vệ vẫn được gọi là Nagoldtal. Nó bao gồm 4.384 ha và được thành lập bởi hội đồng Calw ngày 24 tháng 11 năm 1971.
3. Ở hạ lưu đến cửa sông, dòng chảy Nagold được bảo vệ là Landschaftsschutzgebiet für den Stadtkreis Pforzheim, được thành lập bởi hội đồng thị trấn Pforzheim ngày 12 tháng 12 năm 1994.